# Turkije op het Europees kampioenschap voetbal 2016
Turkije was een van de deelnemende landen aan het Europees kampioenschap voetbal 2016 in Frankrijk. Het was de vierde keer dat Turkije zich wist te plaatsen voor het eindtoernooi van een EK voetbal. Het land werd in de groepsfase uitgeschakeld.

## Kwalificatie
Turkije begon op 9 september 2014 met een uitwedstrijd tegen IJsland aan de kwalificatiecampagne. De wedstrijd werd met 3-0 gewonnen door IJsland. Jón Daði Böðvarsson opende de score. Na een tweede gele kaart voor Ömer Toprak na een uur spelen dikten Gylfi Sigurðsson en Kolbeinn Sigþórsson de score nog aan. Een maand later werd ook thuis verloren tegen Tsjechië met 1-2. Umut Bulut bracht de Turken al wel vroeg op voorsprong, maar Tomáš Sivok en Bořek Dočkal zorgden voor de Tsjechische zege. Enkele dagen later kwam Turkije niet verder dan een 1-1 gelijkspel op bezoek bij Letland. De Turken kwamen vlak na de rust opnieuw op voorsprong via Bilal Kısa, maar zagen de Letten langszij komen door een omgezette strafschop van Valērijs Šabala. Met een 1 op 9 konden de Turken gerust spreken van een zwakke start van de kwalificatiecampagne.
In november 2014 werd de eerste keer gewonnen, met 3-1 van Kazachstan. Burak Yılmaz scoorde tweemaal voor de rust, en Serdar Aziz deed er zeven minuten voor het einde nog een goal bij. Samat Smakov redde de Kazachse eer in de 87ste minuut door middel van een strafschop. In maart 2015 ging Turkije op bezoek bij Nederland. Yılmaz bracht Turkije op voorsprong, maar in de 93ste minuut wist Klaas-Jan Huntelaar de 1-1 nog op het scorebord te zetten. In juni 2015 ging Turkije met 0-1 winnen in Kazachstan dankzij een late goal van Arda Turan. In september 2015 kwam Turkije niet verder dan een 1-1 gelijkspel tegen Letland. Selçuk İnan bracht de Turken voor de zoveelste keer op voorsprong, maar Valērijs Šabala, die ook al in zijn thuismatch scoorde tegen de Turken, maakte de gelijkmaker in de laatste minuut. Enkele dagen later won Turkije wel overtuigend van Nederland met 3-0, na goals van Oğuzhan Özyakup, Arda Turan en Burak Yılmaz. De uitmatch in Tsjechië werd ook door Turkije gewonnen met 0-2. Selçuk İnan en Hakan Çalhanoğlu zorgden voor de goals.
Turkije kon zich nog rechtstreeks plaatsen voor het EK als beste derde, maar moest dan wel rekenen op winst van Kazachstan tegen Letland, en zelf winnen van IJsland. Kazachstan hielp de Turken alvast op weg door met 0-1 te gaan winnen in Riga. Even zag het er benard uit voor de Turken na een rode kaart voor Gökhan Töre in de 79ste minuut. In de laatste minuut van de wedstrijd wist Selçuk İnan de 1-0 te scoren en de Turken te kwalificeren voor het EK.

### Kwalificatieduels
| 9 september 2014 | IJsland    | 3 – 0 | Turkije    |
| 10 oktober 2014  | Turkije    | 1 – 2 | Tsjechië   |
| 13 oktober 2014  | Letland    | 1 – 1 | Turkije    |
| 16 november 2014 | Turkije    | 3 – 1 | Kazachstan |
| 28 maart 2015    | Nederland  | 1 – 1 | Turkije    |
| 12 juni 2015     | Kazachstan | 0 – 1 | Turkije    |
| 3 september 2015 | Turkije    | 1 – 1 | Letland    |
| 6 september 2015 | Turkije    | 3 – 0 | Nederland  |
| 10 oktober 2015  | Tsjechië   | 0 – 2 | Turkije    |
| 13 oktober 2015  | Turkije    | 1 – 0 | IJsland    |

### Stand groep A
| Pos | Land       | Wed | Win | Gel | Ver | DV | DT | +/- | Pnt |
| --- | ---------- | --- | --- | --- | --- | -- | -- | --- | --- |
| 1   | Tsjechië   | 10  | 7   | 1   | 2   | 19 | 14 | +5  | 22  |
| 2   | IJsland    | 10  | 6   | 2   | 2   | 17 | 6  | +11 | 20  |
| 3   | Turkije    | 10  | 5   | 3   | 2   | 14 | 9  | +5  | 18  |
| 4   | Nederland  | 10  | 4   | 1   | 5   | 17 | 14 | +3  | 13  |
| 5   | Kazachstan | 10  | 1   | 2   | 7   | 7  | 18 | –11 | 5   |
| 6   | Letland    | 10  | 0   | 5   | 5   | 6  | 19 | –13 | 5   |

## EK-voorbereiding

### Wedstrijden
|                                                   |               |       |                     |                                                                                               |
| 13 november 2015 «onderlinge duels» 17:30 (UTC+3) | Qatar         | 1 – 2 | Turkije             | Abdullah bin Khalifa Stadium, Doha Toeschouwers: 7.108 Scheidsrechter: István Vad (Hongarije) |
| 13 november 2015 «onderlinge duels» 17:30 (UTC+3) | Assadalla 26' |       | 69' Turan 72' Tosun | Abdullah bin Khalifa Stadium, Doha Toeschouwers: 7.108 Scheidsrechter: István Vad (Hongarije) |

|                                                   |         |       |             |                                                                                                 |
| 17 november 2015 «onderlinge duels» 19:15 (UTC+2) | Turkije | 0 – 0 | Griekenland | Atatürk Olympisch Stadion, Istanboel Toeschouwers: 17.000 Scheidsrechter: Paolo Valeri (Italië) |
| 17 november 2015 «onderlinge duels» 19:15 (UTC+2) |         |       |             | Atatürk Olympisch Stadion, Istanboel Toeschouwers: 17.000 Scheidsrechter: Paolo Valeri (Italië) |

|                                              |                |       |               |                                                                                        |
| 24 maart 2016 «onderlinge duels» 19:45 UTC+1 | Turkije        | 2 – 1 | Zweden        | Antalya Arena, Antalya Toeschouwers: 33.000 Scheidsrechter: Danny Makkelie (Nederland) |
| 24 maart 2016 «onderlinge duels» 19:45 UTC+1 | Tosun 32', 81' |       | 74' Granqvist | Antalya Arena, Antalya Toeschouwers: 33.000 Scheidsrechter: Danny Makkelie (Nederland) |

|                                              |               |       |                          |                                                                                   |
| 29 maart 2016 «onderlinge duels» 20:30 UTC+2 | Oostenrijk    | 1 – 2 | Turkije                  | Ernst Happelstadion, Wenen Toeschouwers: 26.700 Scheidsrechter: Paweł Gil (Polen) |
| 29 maart 2016 «onderlinge duels» 20:30 UTC+2 | Junuzović 22' |       | 43' Çalhanoğlu 56' Turan | Ernst Happelstadion, Wenen Toeschouwers: 26.700 Scheidsrechter: Paweł Gil (Polen) |

|                                              |                   |       |                |                                                                                           |
| 22 mei 2016 «onderlinge duels» 18:15 (UTC+1) | Engeland          | 2 – 1 | Turkije        | Etihad Stadium, Manchester Toeschouwers: 44.866 Scheidsrechter: Deniz Aytekin (Duitsland) |
| 22 mei 2016 «onderlinge duels» 18:15 (UTC+1) | Kane 3' Vardy 83' |       | 13' Çalhanoğlu | Etihad Stadium, Manchester Toeschouwers: 44.866 Scheidsrechter: Deniz Aytekin (Duitsland) |

|                                              |             |       |            |                                                                            |
| 29 mei 2016 «onderlinge duels» 19:45 (UTC+2) | Turkije     | 1 – 0 | Montenegro | Antalya Atatürkstadion, Antalya Scheidsrechter: Daniel Siebert (Duitsland) |
| 29 mei 2016 «onderlinge duels» 19:45 (UTC+2) | Topal 90+4' |       |            | Antalya Atatürkstadion, Antalya Scheidsrechter: Daniel Siebert (Duitsland) |

|                                              |          |           |         |                                                                |
| 5 juni 2016 «onderlinge duels» 20:15 (UTC+1) | Slovenië | 0 – 1     | Turkije | Stožicestadion, Ljubljana Scheidsrechter: Marco Guida (Italië) |
| 5 juni 2016 «onderlinge duels» 20:15 (UTC+1) |          | 5' Yılmaz |         | Stožicestadion, Ljubljana Scheidsrechter: Marco Guida (Italië) |

## Het Europees kampioenschap
De loting vond op 12 december 2015 plaats in Parijs. Turkije werd ondergebracht in groep D, samen met Spanje, Tsjechië en Kroatië.
Turkije verloor haar eerste groepsduel met 0-1 van Kroatië. Nadat Selçuk İnan een voorzet van Mario Mandžukić het Turkse strafschopgebied uitschoot, nam Luka Modrić de afvallende bal ineens vanuit de lucht op zijn schoen. Hiermee maakte hij in de 41e minuut het enige doelpunt van de wedstrijd. De Turken verloren daarna hun tweede groepsduel met 0-3 van Spanje. Het openingsdoelpunt viel in de 34e minuut. Nolito stuurde vanaf links een voorzet het Turkse strafschopgebied in die Álvaro Morata met het hoofd verlengde naar de rechterbovenhoek van het doel. Een paar minuten later werd het 2-0. Verdediger Mehmet Topal raakte een hoge bal van Cesc Fàbregas verkeerd op het hoofd en zette daarmee Nolito net voorbij de strafschopstip alleen voor doelman Volkan Babacan. De Spaanse aanvaller schoof de bal daarop links de hoek in. Andrés Iniesta leidde een paar minuten na rust de 3-0 in. Hij zette met een steekpass Jordi Alba alleen voor Babacan. De Spaanse linksback legde de bal daarop opzij voor Morata, die vanaf de rand van het doelgebied zijn tweede van de wedstrijd intikte. Turkije won haar laatste groepsduel, van Tsjechië: 2-0. Burak Yılmaz zette de Turken in de tiende minuut op 1-0 nadat hij een voorzet van de op rechts weggestuurde Emre Mor in de korte hoek achter doelman Petr Čech schoot. De eindstand kwam in de 65e minuut op het bord. İnan bracht een vrije trap het strafschopgebied van Tsjechië in, die Topal vanaf de rand van het doelgebied teruglegde op Ozan Tufan. Hij schoot de bal vervolgens hoog in de korte hoek. Turkije eindigde met drie punten als derde in de poule. Dit in combinatie met een negatief doelsaldo was niet genoeg om te behoren tot de vier beste nummers drie van het toernooi, waardoor dat voor de Turken voorbij was.

### Uitrustingen
| Thuis | Uit | Alternatief | Doelman |

### Technische staf
|                 |                    |
| Functie         | Naam               |
| Bondscoach      | Fatih Terim (foto) |
| Assistent-coach | Abdullah Ercan     |
| Assistent-coach | Vedat İnceefe      |
| Keeperstrainer  | Alper Boğuşlu      |
| Fitness coach   | Julen Masach       |
| Team manager    | Mustafa Eröğüt     |
| Dokter          | Sarper Çetinkaya   |

### Selectie en statistieken
| Nr. | Naam               | Geboortedatum | GW |   |   |   |   |   |   | Club                | Positie(s) |
| --- | ------------------ | ------------- | -- | - | - | - | - | - | - | ------------------- | ---------- |
| 1   | Volkan Babacan     | 12-08-1988    | 3  | 0 | 0 | 0 | 0 | 0 | 0 | Istanbul Başakşehir | GK         |
| 2   | Semih Kaya         | 24-02-1991    | 0  | 0 | 0 | 0 | 0 | 0 | 0 | Galatasaray         | CB, RB     |
| 3   | Hakan Balta        | 23-03-1983    | 3  | 0 | 2 | 0 | 0 | 0 | 0 | Galatasaray         | CB, LB     |
| 4   | Ahmet Yılmaz Çalık | 22-06-1994    | 0  | 0 | 0 | 0 | 0 | 0 | 0 | Gençlerbirliği      | CB         |
| 5   | Nuri Şahin         | 05-09-1988    | 1  | 0 | 0 | 0 | 0 | 1 | 0 | Borussia Dortmund   | CM, DM     |
| 6   | Hakan Çalhanoğlu   | 08-02-1994    | 2  | 0 | 0 | 0 | 0 | 0 | 1 | Bayer Leverkusen    | AM, LW     |
| 7   | Gökhan Gönül       | 04-01-1985    | 3  | 0 | 0 | 0 | 0 | 0 | 0 | Fenerbahçe          | RB         |
| 8   | Selçuk İnan        | 10-02-1985    | 3  | 0 | 0 | 0 | 0 | 0 | 1 | Galatasaray         | CM, DM     |
| 9   | Cenk Tosun         | 07-06-1991    | 2  | 0 | 1 | 0 | 0 | 1 | 1 | Beşiktaş            | CF         |
| 10  | Arda Turan         | 30-01-1987    | 3  | 0 | 0 | 0 | 0 | 0 | 1 | Barcelona           | AM, RW, LW |
| 11  | Olcay Şahan        | 26-05-1987    | 2  | 0 | 0 | 0 | 0 | 1 | 1 | Beşiktaş            | LW, RW     |
| 12  | Onur Recep Kıvrak  | 01-01-1988    | 0  | 0 | 0 | 0 | 0 | 0 | 0 | Trabzonspor         | GK         |
| 13  | İsmail Köybaşı     | 10-07-1989    | 1  | 0 | 1 | 0 | 0 | 0 | 0 | Beşiktaş            | LB, RB, LW |
| 14  | Oğuzhan Özyakup    | 23-09-1992    | 3  | 0 | 0 | 0 | 0 | 1 | 2 | Beşiktaş            | CM, AM     |
| 15  | Mehmet Topal       | 03-03-1986    | 3  | 0 | 0 | 0 | 0 | 0 | 0 | Fenerbahçe          | DM, CB     |
| 16  | Ozan Tufan         | 23-03-1995    | 3  | 1 | 1 | 0 | 0 | 0 | 0 | Fenerbahçe          | DM, CM     |
| 17  | Burak Yılmaz       | 15-07-1985    | 3  | 1 | 1 | 0 | 0 | 1 | 1 | Beijing Guoan       | CF         |
| 18  | Caner Erkin        | 04-10-1988    | 2  | 0 | 0 | 0 | 0 | 0 | 0 | Fenerbahçe          | LB, LW     |
| 19  | Yunus Mallı        | 24-02-1992    | 1  | 0 | 0 | 0 | 0 | 1 | 0 | Ferencváros         | AM, LW     |
| 20  | Volkan Şen         | 07-07-1987    | 2  | 0 | 1 | 0 | 0 | 1 | 1 | Fenerbahçe          | LW, RW, CF |
| 21  | Emre Mor           | 24-07-1997    | 2  | 0 | 0 | 0 | 0 | 1 | 1 | FC Nordsjælland     | CF, RW, LW |
| 22  | Şener Özbayraklı   | 23-01-1990    | 0  | 0 | 0 | 0 | 0 | 0 | 0 | Fenerbahçe          | RB         |
| 23  | Harun Tekin        | 17-06-1989    | 0  | 0 | 0 | 0 | 0 | 0 | 0 | Bursaspor           | GK         |

### Wedstrijden
| Nr. | Land     | GW | W | G | V | DV | DT | DS | Ptn |
| --- | -------- | -- | - | - | - | -- | -- | -- | --- |
| 1   | Kroatië  | 3  | 2 | 1 | 0 | 5  | 3  | +2 | 7   |
| 2   | Spanje   | 3  | 2 | 0 | 1 | 5  | 2  | +3 | 6   |
| 3   | Turkije  | 3  | 1 | 0 | 2 | 2  | 4  | -2 | 3   |
| 4   | Tsjechië | 3  | 0 | 1 | 2 | 2  | 5  | -3 | 1   |

#### Groepsfase
|                                               |         |            |         |                                                                                       |
| 12 juni 2016 «onderlinge duels» 15:00 (UTC+2) | Turkije | 0 – 1      | Kroatië | Parc des Princes, Parijs Toeschouwers: 43.842 Scheidsrechter: Jonas Eriksson (Zweden) |
| 12 juni 2016 «onderlinge duels» 15:00 (UTC+2) |         | 41' Modrić |         | Parc des Princes, Parijs Toeschouwers: 43.842 Scheidsrechter: Jonas Eriksson (Zweden) |

| Turkije | Kroatië |

| Turkije:       |    |                  |           |
|                |    |                  |           |
| GK             | 1  | Volkan Babacan   |           |
| RB             | 7  | Gökhan Gönül     |           |
| CB             | 15 | Mehmet Topal     |           |
| CB             | 3  | Hakan Balta      | 48'       |
| LB             | 18 | Caner Erkin      |           |
| DM             | 8  | Selçuk İnan      |           |
| RW             | 6  | Hakan Çalhanoğlu |           |
| CM             | 16 | Ozan Tufan       |           |
| CM             | 14 | Oğuzhan Özyakup  | 46'       |
| LW             | 10 | Arda Turan       | 65'       |
| CF             | 9  | Cenk Tosun       | 31' 69'   |
| Wisselspelers: |    |                  |           |
| FW             | 20 | Volkan Şen       | 46' 90+1' |
| FW             | 17 | Burak Yılmaz     | 65'       |
| FW             | 21 | Emre Mor         | 69'       |
| Coach:         |    |                  |           |
| Fatih Terim    |    |                  |           |

| Kroatië:       |    |                     |       |
|                |    |                     |       |
| GK             | 23 | Danijel Subašić     |       |
| RB             | 11 | Darijo Srna         |       |
| CB             | 5  | Vedran Ćorluka      |       |
| CB             | 21 | Domagoj Vida        |       |
| LB             | 3  | Ivan Strinić        | 80'   |
| CM             | 10 | Luka Modrić         |       |
| CM             | 19 | Milan Badelj        |       |
| RW             | 14 | Marcelo Brozović    |       |
| AM             | 7  | Ivan Rakitić        | 89'   |
| LW             | 4  | Ivan Perišić        | 87'   |
| CF             | 17 | Mario Mandžukić     | 90+3' |
| Wisselspelers: |    |                     |       |
| FW             | 9  | Andrej Kramarić     | 87'   |
| DF             | 13 | Gordon Schildenfeld | 89'   |
| MF             | 20 | Marko Pjaca         | 90+3' |
| Coach:         |    |                     |       |
| Ante Čačić     |    |                     |       |

Man van de wedstrijd:

 Luka Modrić

|                                               |                            |       |         |                                                                                   |
| 17 juni 2016 «onderlinge duels» 21:00 (UTC+2) | Spanje                     | 3 – 0 | Turkije | Allianz Riviera, Nice Toeschouwers: 33.409 Scheidsrechter: Milorad Mažić (Servië) |
| 17 juni 2016 «onderlinge duels» 21:00 (UTC+2) | Morata 34', 48' Nolito 37' |       |         | Allianz Riviera, Nice Toeschouwers: 33.409 Scheidsrechter: Milorad Mažić (Servië) |

| Spanje | Turkije |

| Spanje:            |    |                   |     |
|                    |    |                   |     |
| GK                 | 13 | David de Gea      |     |
| RB                 | 16 | Juanfran          |     |
| CB                 | 3  | Gerard Piqué      |     |
| CB                 | 15 | Sergio Ramos      | 1'  |
| LB                 | 18 | Jordi Alba        | 81' |
| DM                 | 5  | Sergio Busquets   |     |
| CM                 | 10 | Cesc Fàbregas     | 71' |
| CM                 | 6  | Andrés Iniesta    |     |
| RW                 | 21 | David Silva       | 64' |
| CF                 | 7  | Álvaro Morata     |     |
| LW                 | 22 | Nolito            |     |
| Wisselspelers:     |    |                   |     |
| MF                 | 19 | Bruno Soriano     | 64' |
| MF                 | 8  | Koke              | 71' |
| DF                 | 2  | César Azpilicueta | 81' |
| Coach:             |    |                   |     |
| Vicente del Bosque |    |                   |     |

| Turkije:       |    |                  |     |
|                |    |                  |     |
| GK             | 1  | Volkan Babacan   |     |
| RB             | 7  | Gökhan Gönül     |     |
| CB             | 15 | Mehmet Topal     |     |
| CB             | 3  | Hakan Balta      |     |
| LB             | 18 | Caner Erkin      |     |
| DM             | 8  | Selçuk İnan      | 70' |
| RW             | 6  | Hakan Çalhanoğlu | 46' |
| CM             | 16 | Ozan Tufan       | 40' |
| CM             | 14 | Oğuzhan Özyakup  | 62' |
| LW             | 10 | Arda Turan       |     |
| CF             | 17 | Burak Yılmaz     | 9'  |
| Wisselspelers: |    |                  |     |
| MF             | 5  | Nuri Şahin       | 46' |
| MF             | 11 | Olcay Şahan      | 62' |
| MF             | 19 | Yunus Mallı      | 70' |
| Coach:         |    |                  |     |
| Fatih Terim    |    |                  |     |

Man van de wedstrijd:

 Andrés Iniesta

|                                               |          |                      |         |                                                                                              |
| 21 juni 2016 «onderlinge duels» 21:00 (UTC+2) | Tsjechië | 0 – 2                | Turkije | Stade Bollaert-Delelis, Lens Toeschouwers: 32.836 Scheidsrechter: William Collum (Schotland) |
| 21 juni 2016 «onderlinge duels» 21:00 (UTC+2) |          | 10' Yılmaz 65' Tufan |         | Stade Bollaert-Delelis, Lens Toeschouwers: 32.836 Scheidsrechter: William Collum (Schotland) |

| Tsjechië | Turkije |

| Tsjechië:      |    |                 |         |
|                |    |                 |         |
| GK             | 1  | Petr Čech       |         |
| RB             | 2  | Pavel Kadeřábek |         |
| CB             | 6  | Tomáš Sivok     |         |
| CB             | 5  | Roman Hubník    |         |
| LB             | 11 | Daniel Pudil    |         |
| CM             | 15 | David Pavelka   | 39' 56' |
| CM             | 13 | Jaroslav Plašil | 36' 90' |
| AM             | 22 | Vladimír Darida |         |
| RW             | 9  | Bořek Dočkal    | 71'     |
| CF             | 7  | Tomáš Necid     |         |
| LW             | 19 | Ladislav Krejčí |         |
| Wisselspelers: |    |                 |         |
| FW             | 12 | Milan Škoda     | 56'     |
| FW             | 18 | Josef Šural     | 71' 87' |
| MF             | 14 | Daniel Kolář    | 90'     |
| Coach:         |    |                 |         |
| Pavel Vrba     |    |                 |         |

| Turkije:       |    |                 |     |
|                |    |                 |     |
| GK             | 1  | Volkan Babacan  |     |
| RB             | 7  | Gökhan Gönül    |     |
| CB             | 15 | Mehmet Topal    |     |
| CB             | 3  | Hakan Balta     | 50' |
| LB             | 13 | İsmail Köybaşı  | 35' |
| CM             | 16 | Ozan Tufan      |     |
| CM             | 8  | Selçuk İnan     |     |
| RW             | 21 | Emre Mor        | 69' |
| AM             | 10 | Arda Turan      |     |
| LW             | 20 | Volkan Şen      | 61' |
| CF             | 17 | Burak Yılmaz    | 90' |
| Wisselspelers: |    |                 |     |
| MF             | 14 | Oğuzhan Özyakup | 61' |
| MF             | 11 | Olcay Şahan     | 69' |
| FW             | 9  | Cenk Tosun      | 90' |
| Coach:         |    |                 |     |
| Fatih Terim    |    |                 |     |

Man van de wedstrijd:

 Burak Yılmaz
TFF · A-internationals · Selecties · Bondscoaches · Turks vrouwenelftal · Olympisch elftal · Turkije U21 · Turkije U20 · Turkije U19 · Turkije U18 · Turkije U17 · Turkije U16
1923 – 1929 · 
1930 – 1939 · 
1940 – 1949 · 
1950 – 1959 · 
1960 – 1969 · 
1970 – 1979 · 
1980 – 1989 · 
1990 – 1999 · 
2000 – 2009 · 
2010 – 2019 ·
2020 − 2029
EK 1996 · 
EK 2000 · 
EK 2008 · 
EK 2016 ·
EK 2020 ·
EK 2024 · WK 1954 · WK 2002 · OS 1924 · 
OS 1928 · 
OS 1936 · 
OS 1948 · 
OS 1952 · 
OS 1960
1923 · 
1924 · 
1925 · 
1926 · 
1927 · 
1928 · 
1929 · 1930 · 
1931 · 
1932 · 
1933 · 1934 · 1935 · 
1936 · 
1937 · 
1938 · 1939 · 1940 · 1941 · 1942 · 1943 · 1944 · 1945 · 1946 · 1947 · 
1948 · 
1949 · 
1950 · 
1952 · 
1952 · 
1953 · 
1954 · 
1955 · 
1956 · 
1957 · 
1958 · 
1959 · 
1960 · 
1961 · 
1962 · 
1963 · 
1964 · 
1965 · 
1966 · 
1967 · 
1968 · 
1969 · 
1970 · 
1971 · 
1972 · 
1973 · 
1974 · 
1975 · 
1976 · 
1977 · 
1978 · 
1979 · 
1980 · 
1981 · 
1982 · 
1983 · 
1984 · 
1985 · 
1986 · 
1987 · 
1988 · 
1989 · 
1990 · 
1991 · 
1992 · 
1993 · 
1994 · 
1995 · 
1996 · 
1997 · 
1998 · 
1999 · 
2000 · 
2001 · 
2002 · 
2003 · 
2004 · 
2005 · 
2006 · 
2007 · 
2008 · 
2009 · 
2010 · 
2011 · 
2012 · 
2013 · 
2014 · 
2015 ·
2016 ·
2017 ·
2018 ·
2019 ·
2020 ·
2021 ·
2022 ·
2023 ·
2024
Albanië ·
Algerije ·
Andorra ·
Angola ·
Armenië ·
Australië ·
Azerbeidzjan ·
België ·
Bosnië en Herzegovina ·
Brazilië ·
Bulgarije ·
Canada ·
Chili ·
China ·
Colombia ·
Costa Rica ·
DDR ·
Denemarken ·
Duitsland ·
Ecuador ·
Egypte ·
Engeland ·
Estland ·
Ethiopië ·
Faeröer ·
Finland ·
Frankrijk ·
Georgië ·
Ghana ·
Gibraltar ·
Griekenland ·
Guinee ·
Honduras ·
Hongarije ·
Ierland ·
IJsland ·
Irak ·
Iran ·
Israël ·
Italië ·
Ivoorkust ·
Japan ·
Joegoslavië ·
Kameroen ·
Kazachstan ·
Kosovo ·
Kroatië ·
Letland ·
Libanon ·
Libië ·
Liechtenstein ·
Litouwen ·
Luxemburg ·
Maleisië ·
Malta ·
Moldavië ·
Montenegro · 
Nederland ·
Nieuw-Zeeland ·
Noord-Ierland ·
Noord-Macedonië ·
Noorwegen ·
Oekraïne ·
Oezbekistan ·
Oostenrijk ·
Pakistan ·
Paraguay ·
Polen ·
Portugal ·
Qatar · 
Roemenië ·
Rusland ·
San Marino ·
Saoedi-Arabië ·
Schotland ·
Senegal ·
Servië ·
Slovenië · 
Slowakije ·
Sovjet-Unie ·
Spanje ·
Syrië ·
Tsjechië ·
Tsjecho-Slowakije ·
Tunesië ·
Uruguay ·
Verenigde Staten ·
Wales ·
Wit-Rusland ·
Zuid-Afrika ·
Zuid-Korea ·
Zweden ·
Zwitserland
Brazilië (2002, 1) · 
Costa Rica (2002) · 
Duitsland (2008) · 
Italië (2021) · 
Kroatië (2008) · 
Kroatië (2016) · 
Portugal (2008) · 
Spanje (2016) · 
Tsjechië (2008) · 
Wales (2021) · 
Zwitserland (2008) · 
Zwitserland (2021)